# Episparina connubens
Episparina connubens är en fjärilsart som beskrevs av Holland 1894. Episparina connubens ingår i släktet Episparina och familjen nattflyn. Inga underarter finns listade i Catalogue of Life.